# Dis-dur

Diagram akordu Dis-dur dla gitary

Dis-dur – gama muzyczna oparta na skali durowej, której toniką jest dis. Gama Dis-dur zawiera dźwięki: dis, eis, fisis, gis, ais, his, cisis. Enharmonicznym odpowiednikiem Dis-dur jest gama Es-dur.
Dis-dur to także akord, zbudowany z pierwszego (dis), trzeciego (fisis) i piątego (ais) stopnia gamy Dis-dur.
| Akord Dis-dur | Audio playback is not supported in your browser. You can download the audio file. |